# 大阪星光学院中学校・高等学校
大阪星光学院中学校・高等学校（おおさかせいこうがくいんちゅうがっこう・こうとうがっこう、英: Osaka Seiko Gakuin Junior and Senior High School）は、大阪府大阪市天王寺区伶人町に所在し、中高一貫教育を実施する私立男子中学校・高等学校。
高等学校において、中学校から入学した内部進学の生徒と高等学校から入学した外部進学の生徒との間で、第1学年から混合してクラスを編成する併設混合型中高一貫校。

## 概要
「世の光であれ」を校訓とし、大学進学に向けた学力だけでなく一人一人が他者に目を向け、支えることができる人間を育成している。学校長は、初代から11代目に至るまで全員神父である。
学院には複数の学外施設があり、和歌山県に南部（みなべ）学舎を、長野県に黒姫星光山荘をそれぞれ有しており、勉強や登山・スキー合宿が積極的に行われている。
所在する伶人町周辺には名所・旧跡といった歴史にゆかりのある建造物が多く、校舎の北側には勝鬘院（愛染堂）、谷町筋のはす向かいには四天王寺がある。

## 教育理念
設置の目的
カトリックの教育精神およびヨハネ・ボスコの教育理念に基づく教育を行い、社会に有為な人材を育成することを達成する。
めざす学校像
1.学校教育基本方針
キリスト教の立場から人間と社会をともに考えていくことにより、高い倫理観と確固たる人生観を持った人間の育成をめざす。
2. 学校教育目標
学院生活を通じて徳性を養い、知性を磨き、社会性を身につけ、真に気品ある人物を養成することにある。
教育理念
- 愛なくして信頼なく、信頼なくして教育はない[1]

サレジオ会を創立したヨハネ・ボスコの言葉を教育理念とする。
- assistenza（アシステンツァ）[2]

「ともにいること」を意味するイタリア語。当時の禁圧的な教育にかわるものとしてサレジオ会の教育施設で実践されたヨハネ・ボスコが提唱した教育理念であり、サレジオ会が考える教育の基本姿勢。サレジオ会の学校（サレジアン・スクール）の大切なアイデンティティでもある。
校訓
- 世の光であれ

マタイ福音書5章の一節（14–16節）「あなたがたは世の光である。あなたがたの光を人々の前に輝かしなさい」から由来する校訓。「世の光」とは、灯台のように社会を照らして多数の進むべき道を示す人物であり、あるいは電灯のように周囲に光を放って人々の希望となる人物であり、あるいはまた、蝋燭の灯の如く仄かながらも一人の人から頼りにされる人物のことである。

## 沿革

### 略歴
1950年12月、カトリック教会のサレジオ修道会（サレジオ会）のアンジェロ・マルジャリア神父により上町台地・夕陽丘の地で創立。
1926年の来日以来、大阪にサレジオ会の学校創立を構想していたマルジャリア神父は、戦後渡米し、開校の計画とその意義を訴えてまわり、各地で人々から多くの寄付を得た。初代となる校舎は、戦後初の鉄筋コンクリート建造物ということで注目を浴び、最初の入学者は116名であった。
2006年春より校舎建て替え工事が行われ、2007年8月に中学棟は4階建て、高校棟は6階建ての第一期新校舎（聖トマス小崎研修館・体育館・実験室・食堂含む）が完成した。また、2008年の12月に第二期新校舎（聖堂・職員室・柔道場・剣道場など）が完成した。

### 年表
- 1950年 - 大阪星光学院創立。初代校長にアンジェロ・マルジャリア神父が就任。
- 1951年5月24日 - 扶助者聖母マリアの祝日に校舎の落成式を挙行[10]。5月24日が創立記念日となる[4]。
- 1958年 - 講堂・修道院落成。校歌「星のしるべ」制定。
- 1968年 - トーマス小崎研修館、黒姫星光山荘の落成。以降、星光山荘での夏期・冬期行事始まる。
- 1970年 - 生徒協議会発足。第一回スクールフェア（文化祭、通称SF）開催。
- 1973年 - 南部（みなべ）学舎落成。翌年より南部特別授業始まる。
- 1982年 - 蕉蕪園整備。
- 1983年 - 蕉蕪園完成。
- 2007年 - 新校舎第一期工事完成。
- 2008年 - 新校舎第二期工事完成。
- 2012年 - オーストラリア研修を開始[11]。
- 2016年
  - 7月 -「ほしゼミ」を開始[12]。
  - 11月1日 - 学校法人城星学園と「連携協力確認書」締結。
- 2018年 - ボストン研修を開始[13]。
- 2019年 - ハーバード大生との英語交流プログラムを開始[14]。
- 2022年4月 -「ほしゼミ探究＋」を開講[15]。

## 所在地・アクセス
- 大阪府大阪市天王寺区伶人町1-6
  - Osaka Metro谷町線「四天王寺前夕陽ヶ丘駅」徒歩約2分
  - JRまたはOsaka Metro「天王寺駅」徒歩約10分

## 象徴

### 校歌
- 「星のしるべ」（1958年制定[5]）

### 制服
夏服
- 指定のズボン - 濃紺色
- 指定の半袖Yシャツ - 白色無地に「Salesian School」の青色刺繍入り

冬服
- 指定の詰襟ジャケット - 濃紺色
- 指定のズボン - 濃紺色
- 指定の長袖Yシャツ - 白色無地

## 教育課程

### 海外研修

#### オーストラリア研修
2012年度より、中学3年生および高校1年生の希望者（各学年20名）を対象にオーストラリア・アデレードにて語学研修を実施している。約2週間ホームステイし、現地の学校の授業に参加。

#### ハーバード大生との英語交流プログラム
2019年度からは、高校1・2年生の希望者を対象に、ハーバード大学の学生を招き、批判的思考を取り入れた英語表現力を磨くためのトレーニングプログラム、SLICE (Summer Life Changing Experience with Harvard Students) プログラムを実施。様々なテーマのワークショップに参加し、学生とあるいは生徒同士でディスカッションを行い、最終日には参加者全員が英語でプレゼンテーションを行う。

#### ボストン研修
2018年度より、夏期休暇中の8月、高校2年生の希望者を対象にボストンにて、ハーバード大学とマサチューセッツ工科大学の研究室を訪問し、研修（特別講義）を実施している。

### サイエンスツアー
夏期休暇中、中学2年生から高校2年生までの希望者約45人を対象に、教諭、OBとともに第一線の研究施設（スーパーカミオカンデ、高エネルギー加速器研究機構 (KEK)、JAXA筑波宇宙センター、山梨県立リニア見学センター等）を訪れる。

### 「ほしゼミ」

#### ほしゼミ土曜講座
2016年度から、中学3年〜高校2年を対象に土曜講座「ほしゼミ」を開始。OBを中心として様々な分野で活躍されている人々を講師に招き、土曜日午後に特別授業を実施する。

#### ほしゼミ探究+
2022年より新たな講座「ほしゼミ探究+」が加わり、講義やワークショップを通して、様々な分野についての関心を深める。

### キャンパスツアー

#### 京大キャンパスツアー
高校1年生全員が、11月に京都大学を訪問。大学教員・大学生・大学院生のOBとコミュニケーションをとる中で、大学で何を学ぶのかを考える。

#### 東大キャンパスツアー
また、高校1年生希望者を対象に東大キャンパスツアーを夏に実施している。

## 学校行事
基本的な年間行事は次の通り。
- 4月 - 入学式、南部特別授業（中3）、新高1南部合宿、遠足（中1、中2）、聖トマス小崎研修館合宿[注釈 1]（中1）
- 5月 - 全校集会、人権映画鑑賞
- 6月 - 体育大会、修学旅行（高2）
- 7月 - 夏休み補習や短縮授業、南部特別授業（高1）、プール教室（中1）、黒姫山荘合宿（中2）
- 8月 - 夏休み補習、南部合宿（中2、中3、高3）、黒姫山荘合宿（中1）、立山登山旅行（中3）、山荘合宿（高1）、ボストン研修（高2希望者）、サイエンスツアー（中2〜高2希望者）、東大キャンパスツアー（高1希望者）
- 9月 - 人権週間、南部特別授業（中2）
- 10月 - 南部特別授業（中1）、全校集会
- 11月 - スクールフェア（文化祭、通称SF）[注釈 2]、京大キャンパスツアー（高1）
- 12月 - 冬休み補習。クリスマス会、黒姫山荘スキー合宿（中1）
- 1月 - 黒姫山荘スキー教室（中2）、ドンボスコの集い（ドンボスコの誕生日が1月31日であるため）
- 2月 - 卒業式（高校）、耐寒登山（中1）、英語暗唱大会
- 3月 - 卒業式（中学）、春休み補習、黒姫山荘スキー合宿（中1）

## 部活動
体育系11、文化系21のクラブ（同好会）があり、中学では9割以上、高校では約8割の生徒が参加している。

### 部一覧
文化系
- 天文
- ライフサイエンス
- 電気工学
- 化学
- 物理
- 地歴研究
- 数学研究
- ESS
- 放送
- 吹奏楽
- 写真
- 美術
- 新聞
- 文芸
- カトリック研究
- 書道
- 囲碁将棋
- クイズ研究会
- 合唱同好会
- ボランティア
- けん玉同好会

体育系
- 陸上競技
- バスケットボール
- バレーボール
- テニス
- 卓球
- 野球（高校）
- 野球（中学）
- ホッケー
- 柔道
- 弓道
- サッカー
- 剣道

### ホッケー
創立以来フィールドホッケー部が強く、1957年と1958年に国体で優勝、2000年代でも2007年、2009年にインターハイ出場を果たしている。
国民体育大会ホッケー競技高校男子
- 1957年 第12回 優勝
- 1958年 第13回 優勝

全国高等学校ホッケー選手権大会男子
- 1959年 第22回 優勝
- 1960年 第23回 優勝
- 1958年 第21回 準優勝
- 1962年 第25回 準優勝

## 課外活動
国際物理オリンピック
- 2007年 第38回イラン大会 銅メダル
- 2010年 第41回クロアチア大会 銅メダル
- 2013年 第44回デンマーク大会 銅メダル
- 2014年 第45回カザフスタン大会 銀メダル
- 2015年 第46回インド大会 銀メダル
- 2016年 第47回スイス・リヒテンシュタイン大会 金メダル
- 2017年 第48回インドネシア大会 銀メダル
- 2018年 第49回ポルトガル大会 銀メダル
- 2019年 第50回イスラエル大会 銀メダル

国際化学オリンピック
- 2018年 第50回スロバキア・チェコ大会 銅メダル

化学グランプリ
- 1999年 第2回1999 優秀賞・銅賞
- 2003年 第6回2003 優秀賞・銅賞
- 2006年 第9回2006 優秀賞・金賞
- 2009年 第12回2009 大賞・金賞・銅賞
- 2019年 第22回2019 大賞・金賞・銀賞・銅賞

全国物理コンテスト物理チャレンジ
- 2007年 第3回2007 金賞
- 2012年 第8回2012 金賞
- 2013年 第9回2013 金賞
- 2014年 第10回2014 岡山県知事賞・金賞
- 2015年 第11回2015 金賞
- 2018年 第14回2018 金賞

科学の甲子園
- 2013年 第3回全国大会 総合成績6位
- 2016年 第6回全国大会 総合成績10位
- 2017年 第7回全国大会 総合成績9位

科学の甲子園ジュニア
- 2015年 第3回全国大会 フレッシュマン応援賞

## 学校施設

### 聖トマス小崎研修館
学内に所在する。中学1年時には1週間ここで全員参加の合宿が行われ、ここから学校に通う。また、長期休暇にクラブの合宿などに使われる。阪神・淡路大震災時には家が全半壊した生徒に向けての利用を一時的に行ったこともあった。

### 黒姫星光山荘
長野県信濃町に所在する。敷地面積は23,000m²。中学生の夏期合宿では、登山の他にキャンプファイヤーや飯盒炊さん等を、冬期の合宿では、教諭の指導の下スキーを実施。夏季休暇中の勉強合宿が行われる。

### 南部学舎
和歌山県みなべ町に所在し、太平洋に面する。南部学舎の目の前にはウミガメの産卵で有名な「千里の浜」が続く。南部学舎では普段行えないことを中心的に行う。普段の校舎で行えない家庭科の調理実習は基本的に南部学舎で行う。また、自然に囲まれた南部学舎では天体観測も行われ、天文部が合宿で使用したりする。通常の授業や自習としても使用される。
全学年で南部合宿、南部特別授業が、全員または、自由参加で行われている。かつて遠泳が行われていたが、サメやクラゲが観測されるなど安全性が確保しにくくなったため、現在は行われていない。しかし生物科の授業では磯での実習を行うことが通例である。
磯には「ラクダ岩」と呼ばれる岩が存在したが、2018年の台風21号の影響で崩壊した。

### 蕉蕪園
学院敷地の西端部は、松尾芭蕉・与謝蕪村ら文人墨客が訪れた料亭「浮瀬（うかむせ）亭」の跡地であり、また俳跡でもある。1800年（寛政12年)に建立の「松風碑」に加え、「所思碑」と「うかぶせ句碑」を配し、1983年に庭園を整備した。芭蕉と蕪村の両名に因み「浮瀬俳跡蕉蕪園」と名付けられている。
- 松風碑 - 松尾芭蕉の『松風の 軒をめぐりて 秋くれぬ』の句が刻まれる。1800年、茅渟奇淵により建立。
- うかぶせ句碑 - 与謝蕪村の『うかぶ瀬に 沓並べけり 春の暮れ』と『小春凪 真帆も七合五勺かな』の二句が刻まれる。1982年、与謝蕪村二百年忌追善に27期生が建立。
- 所思碑 - 「所思」の題で、松尾芭蕉の『此道を 行く人なしに 秋の暮れ』の句が刻まれる。1983年、松尾芭蕉二百九十年忌追善に28期生が建立。
- 旅懐碑 - 「旅懐」の題で、松尾芭蕉の『此秋は 何で年よる 雲に鳥』の句が刻まれる。1984年、松尾芭蕉二百九十年忌追善に29期生が建立。
- 半歌仙碑 - 「其便」の題で、半歌仙18連句が刻まれる。1993年、開園10周年記念、松尾芭蕉三百年忌追善に39期生が建立。

## 生徒募集
中学の募集人員は約190名で、高校の募集人員は約15名。帰国生入試、転学および編入学の募集・受け入れは実施されていない。保護者宅より通学を条件としている。
中学入試は学力検査のみ。
高校入試は、学力検査と個人報告書、面接（専願者のみ）より選抜する。英検準1級以上を取得している受験生は「90点（読み替え得点）」と「当日の英語の試験の得点」を比較し、高い方の得点が採用される。
2015年度は内部進学する中学3年生がすでに200人を越え、また募集の効率の悪さから中止。2016年度から再び募集を実施した。高校からの入学者である「外進生」の比率は少ない。

### 特別選抜制度
大阪星光学院は、設置母体の創立者が同じヨハネ・ボスコである城星学園小学校と2016年11月1日連携協力し、2018年度中学入学生より城星学園小学校から大阪星光学院中学校への特別選抜制度を設けている。

## 著名な出身者

### 政治・行政
国会議員
- 稲見哲男 - 衆議院議員（2期）、総務大臣政務官（野田第2次改造内閣・野田第3次改造内閣）
- 長安豊 - 衆議院議員（3期）、国土交通副大臣（野田第3次改造内閣）

地方
- 後藤圭二 - 吹田市長（3期）
- 佐藤勇 - 栗原市長（3期）、宮城県議会議員（5期）、宮城県議会議長（第31代）
- 島田智明 - 河内長野市長（2期）
- 中田慎也 - 伊丹市長（1期）、兵庫県議会議員（3期）、伊丹市議会議員（1期）
- 増井敬史 - 安堵町議会議員、一般会計決算審査特別委員会委員長

### 法曹
- 和田雅樹 - 広島高等検察庁検事長、法務省入国管理局長、最高検公判部長、公安調査庁長官

### 経済・実業
- 林裕章 - 吉本興業元社長・会長
- 魚谷雅彦 - 資生堂代表取締役会長CEO、ブランドヴィジョンエグゼクティブアドバイザー
- 小川大介 - 素材図書代表取締役、SS‐1創設者
- 小松純也 - スチールヘッド代表取締役
- 斎藤顕一 - フォアサイト・アンド・カンパニー代表取締役、問題解決力検定協会代表理事
- 真田哲弥 - KLab創業者・取締役会長、SOICO取締役会長、Blocksmith & Co.代表取締役社長CEO
- 瀬尾傑 - スマートニュースメディア研究所所長、スローニュース代表取締役
- 西山裕之 - GMOインターネットグループ最高執行責任者、GMOインターネット取締役副社長
- 堀江徹 - 堀江コンサルティング代表取締役社長、早稲田大学大学院経営管理研究科非常勤講師
- 松山知樹 - 温故知新代表取締役
- 宮後浩 - コラムデザインスクール代表取締役
- 山本昌一 - ShoichiとYOUDEALの代表取締役社長

### 文化
- 黒瀬珂瀾 - 歌人、僧侶
- JORI - フリーアナウンサー、ローカルタレント
- 菅沼尚宏 - ニッポン放送ラジオディレクター
- 田中公平 - 作曲家、編曲家、歌手
- 多根清史 - フリーライター
- 内藤剛志 - 俳優、声優、タレント
- 西田明夫 - 現代玩具博物館、有馬玩具博物館初代館長
- ピストジャム - お笑い芸人
- 前山田健一 - ミュージシャン、音楽プロデューサー
- 丸山博雄 - テレビプロデューサー
- 米田仁士 - イラストレーター
- 篠塚大輝 - timeleszメンバー
- アンジー - ピアニスト
- 源石和輝 - 東海ラジオ放送アナウンサー

### 学術
- 安克昌 - 精神科医
- 片木晴彦 - 広島大学法科大学院特任教授、弁護士
- 白石太一郎 - 国立歴史民俗博物館名誉教授、総合研究大学院大学名誉教授、大阪府立近つ飛鳥博物館名誉館長
- 祐成保志 - 東京大学大学院人文社会系研究科准教授
- 宗慶二 - 予備校講師
- 谷本寛治 - 一橋大学名誉教授、早稲田大学教授
- 中島英彰 - 地球惑星科学者、気象学者、気象予報士、国立環境研究所地球システム領域主席研究員、東北大学大学院環境科学研究科客員教授
- 名越康文 - 高野山大学客員教授、相愛大学客員教授、精神科医、映画評論家
- 鴋澤歩 - 大阪大学大学院経済学研究科教授
- 樋口亮介 - 東京大学大学院法学政治学研究科教授
- 松川正毅 - 大阪大学名誉教授
- 山田純 - 芝浦工業大学学長、日本熱物性学会会長